# Jaromír Císař
Jaromír Císař (5. září 1929 Olomouc – 13. března 2020 Praha[zdroj?]) byl český politik za ČSSD, ministr pro místní rozvoj ve vládě Miloše Zemana v letech 1998 až 2000. Do roku 1970 člen KSČ.

## Život
Po vystudování vysoké školy pracoval do roku 1970 na Vysoké škole ekonomické v Praze. Byl nucen z politických důvodů opustit toto místo, rehabilitace se dočkal až v roce 1990. V roce 1991 získal profesorský titul, do roku 1997 učil na VŠE, později na Západočeské univerzitě v Plzni. Členem ČSSD se stal v roce 1994, stal se předsedou ústřední bytové komise.
Od 1. dubna 1993 do 30. června 1993 byl předsedou představenstva Dopravního podniku hl. m. Prahy.
V roce 1996 se neúspěšně ucházel o křeslo senátora na Praze 6 za ČSSD.
Byl ženatý, měl dvě děti.
Byl i předsedou Rady celní Unie SR a ČR se sídlem v Bratislavě do jejího zániku v květnu 2004.